# Jehlice (Dolní Přím)
Jehlice (německy Jechlitz) je malá vesnice, část obce Dolní Přím v okrese Hradec Králové. Nachází se asi 2 km na jihozápad od Dolního Přímu. V roce 2009 zde bylo evidováno 17 adres. V roce 2001 zde trvale žilo 20 obyvatel.
Jehlice leží v katastrálním území Dolní Přím o výměře 4,32 km2.